# Singrobo
Singrobo est une localité dans le Sud de la Côte d'Ivoire dans la région de l'Agnéby-Tiassa. La localité de Singrobo est rattachée au département de Taabo. 

## Barrage hydroélectrique
En mai 2020, lancement de la construction d'un barrage hydroélectrique sur le fleuve Bandama dans les environs de la localité de Singrobo. la construction du barrage de Singrobo-Ahouaty est assurée par le groupe français Eiffage dont le coût global de construction s'élève à environ 121 milliards de francs CFA, haut de 25 mètres et long de 1,3 kilomètre. Le barrage ydroélectrique de Singrobo-Ahouaty doit être doté d'une puissance de 44 Mégawatts,. 
En février 2022, après une visite d’Ivoire Hydro Energy, l'avancement des travaux de construction du barrage est estimé à 50%.